# Megatrioza gigantea
Megatrioza gigantea är en insektsart som först beskrevs av Crawford 1919.  Megatrioza gigantea ingår i släktet Megatrioza och familjen spetsbladloppor. Inga underarter finns listade i Catalogue of Life.